# جيريت فان ديجيك
جيريت فان ديجيك (بالهولندية: Gerrit van Dijk)‏ هو رسام رسوم متحركة ومصور ومخرج هولندي، ولد في 5 ديسمبر 1938 في Volkel ‏ في هولندا، وتوفي في 4 ديسمبر 2012 في هارلم في هولندا.

## وصلات خارجية
- جيريت فان ديجيك على موقع IMDb (الإنجليزية)
- جيريت فان ديجيك على موقع قاعدة بيانات الفيلم (الإنجليزية)
- جيريت فان ديجيك على موقع كينوبويسك (الروسية)